# 謝薩角

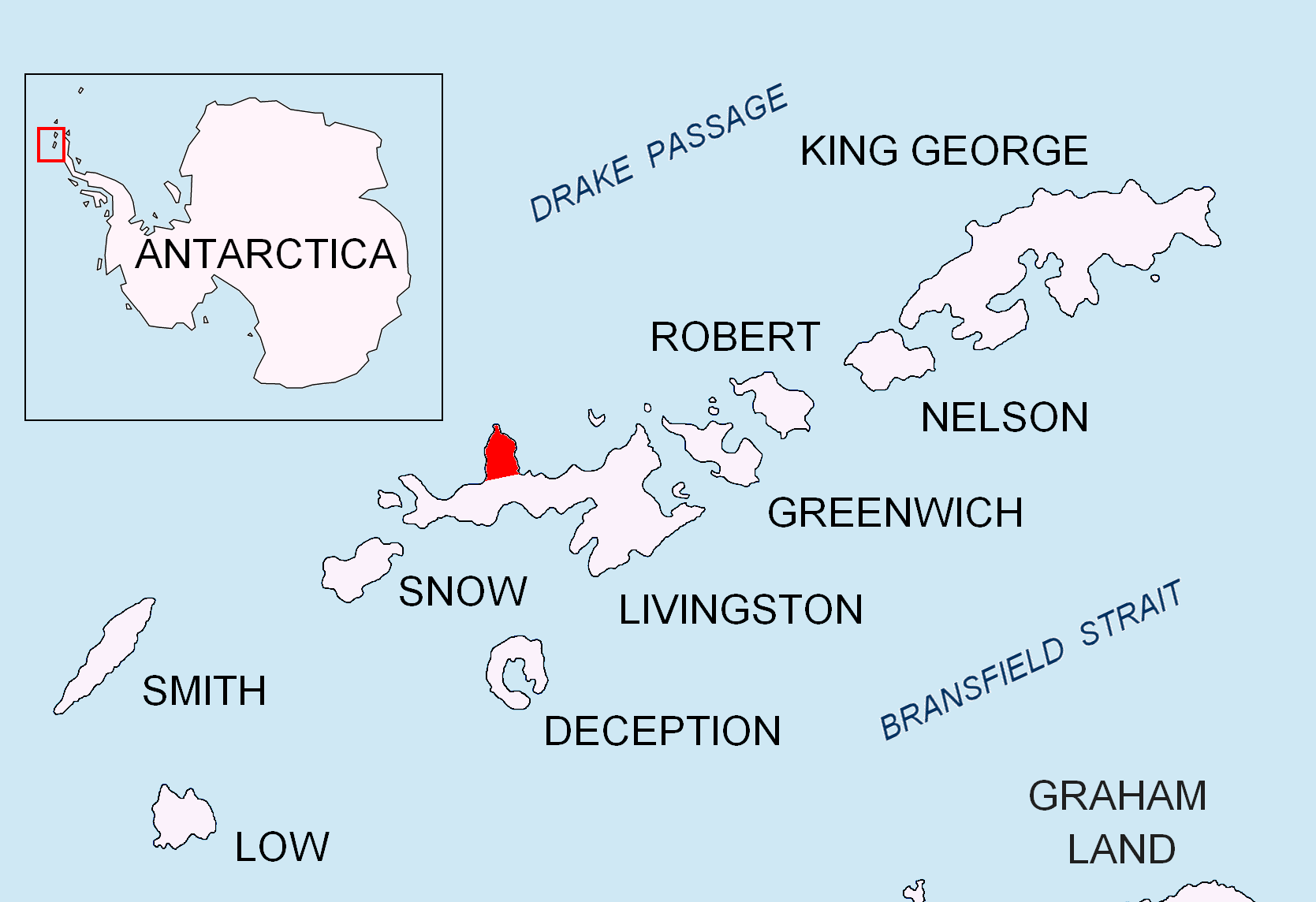

謝薩角（英語：Scesa Point）是南極洲的海岬，位於南設得蘭群島的利文斯頓島西部，處於羅角東北面6.92公里、埃塞克斯角西南面18公里、水星號海崖西南面5.18公里和希里夫角西南面7公里的若望保祿二世半島西岸，現時由南極條約體系管理。